# Pablo Estorch y Siqués
Pablo Estorch y Siqués (Olot, 1805-Barcelona, 1870) fue un médico y poeta español, considerado como uno de los primeros colaboradores del renacimiento lingüístico y literario catalán.

## Biografía
Nacido el 23 de noviembre de 1805 en Olot, estudió Filosofía en Gerona y Medicina en Cervera, Valencia y Barcelona, y se licenció en la Universidad de esta última ciudad. 
Se estableció en Olot, pero durante unos años ejerció como médico y profesor al Colegio Valldemia, de Mataró, desde donde devolvió a su población de origen. Fue médico del Hospital de Santo Jaume y, el 1854, formó parte del Ayuntamiento de Olot. 1
Escribió obras de teatro, didáctica y literatura, firmando bajo el pseudónimo "Lo tamboriner del Fluvià" una serie de poesías de tono festivo y humorístico que se reúnen en cuatro pequeños volúmenes titulados "Replics", y el "Nou repiconet del tamboriner del Fluvià".
Se trasladó definitivamente a Barcelona en 1858. Falleció en 1870, el día 22 de junio, en Barcelona.
Publicó en el Diario de Barcelona la primera referencia de su "Pedra escorçonera" o método para curar la rabia, teoría que recogió en el opúsculo "El imán de los venenos ó sea tratado de la piedra escorsonera o serpentina, su origen, aplicación, usos, etc.". Esta memoria fue presentada a las Reales Academias de Medicina y Cirugía de Madrid, Barcelona y París, donde fue bastante mal considerada. Aun así, escribió todavía tres trabajos más insistiendo sobre la eficacia de aquello que él mismo definió como "método Estorch".
Colaboró con La Autora Olotense, empezado a editar en 1859 y considerado el primer semanario olotense.